# Halles de Brancion
Les halles de Brancion sont des halles situées sur le territoire de la commune de Martailly-lès-Brancion, en Tournugeois, dans le département français de Saône-et-Loire et la région Bourgogne-Franche-Comté.

## Historique
Les halles de Brancion sont les plus anciennes visibles en Saône-et-Loire. Toutefois, à défaut de disposer de datation scientifique précise, il est difficile de leur attribuer une origine médiévale antérieure au XVIe siècle.
Au XVI° siècle, un marché s’y tenait le lundi ainsi qu’une foire le jour de l’Ascension.

## Protection
La halle de Brancion fait l'objet d'une inscription au titre des monuments historiques depuis un arrêté du 13 avril 1933.

## Description
Implantées sur la voie principale d’entrée de l'ancien bourg de Brancion, les halles imposent leur double fonction de lieu de passage et de négoce avec ses ouvertures disposées en regard l'une de l'autre, sur les flancs est et ouest.
Trapues et de nos jours partiellement enfoncées dans le sol (ce qui a entraîné la surélévation de l’accès occidental), les halles, animées d’un puits et de bornes, occupent une large part de l'espace public disponible au centre de l'ancien bourg. 
L’intérieur est rythmé par cinq fermes dont les supports reposent sur des bases en pierre toutes différentes les unes des autres (réemploi), de forme cylindrique ou polygonale ; les rainures visibles sur les poteaux sont généralement justifiées par la possibilité d’insérer des étals.

## Galerie

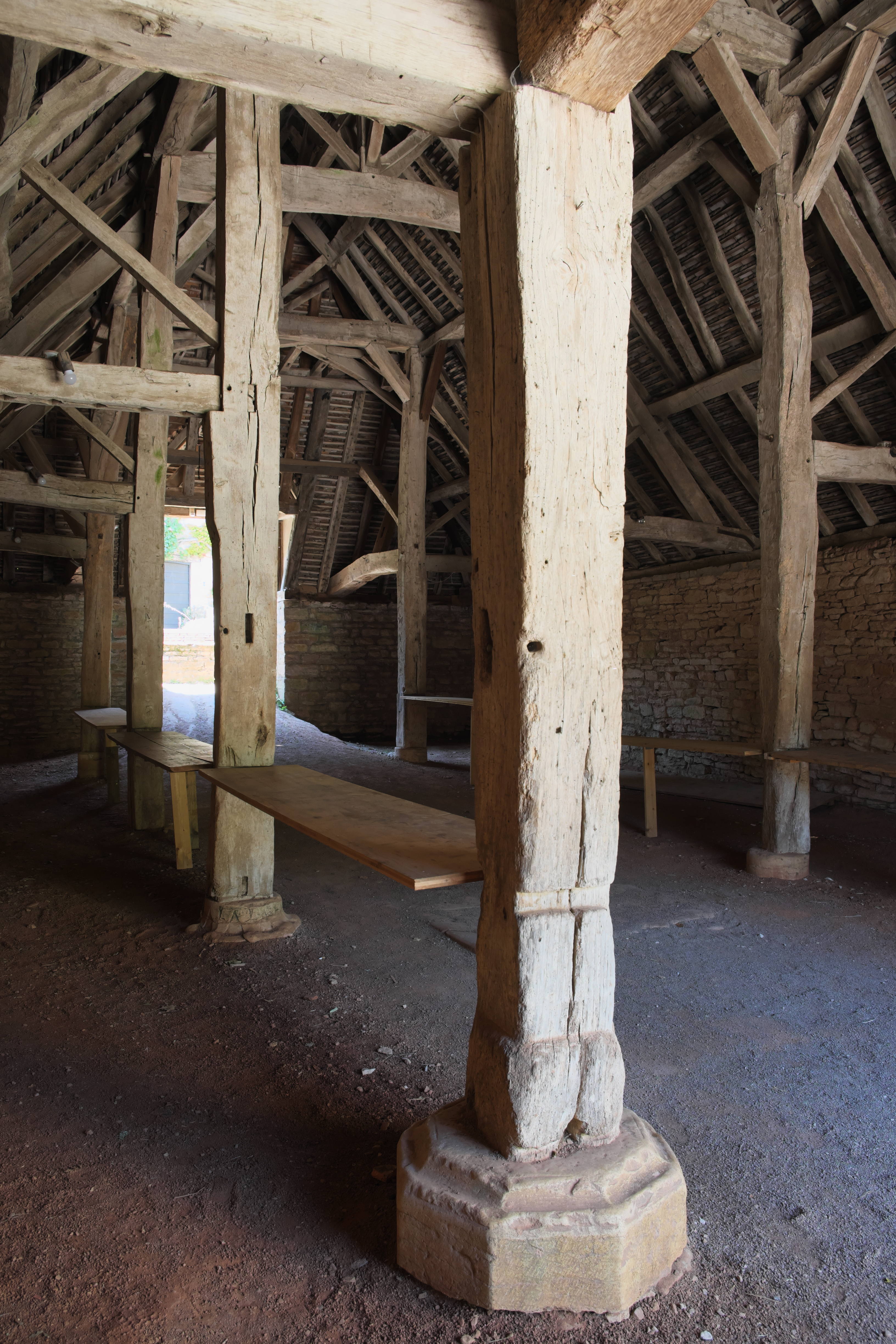
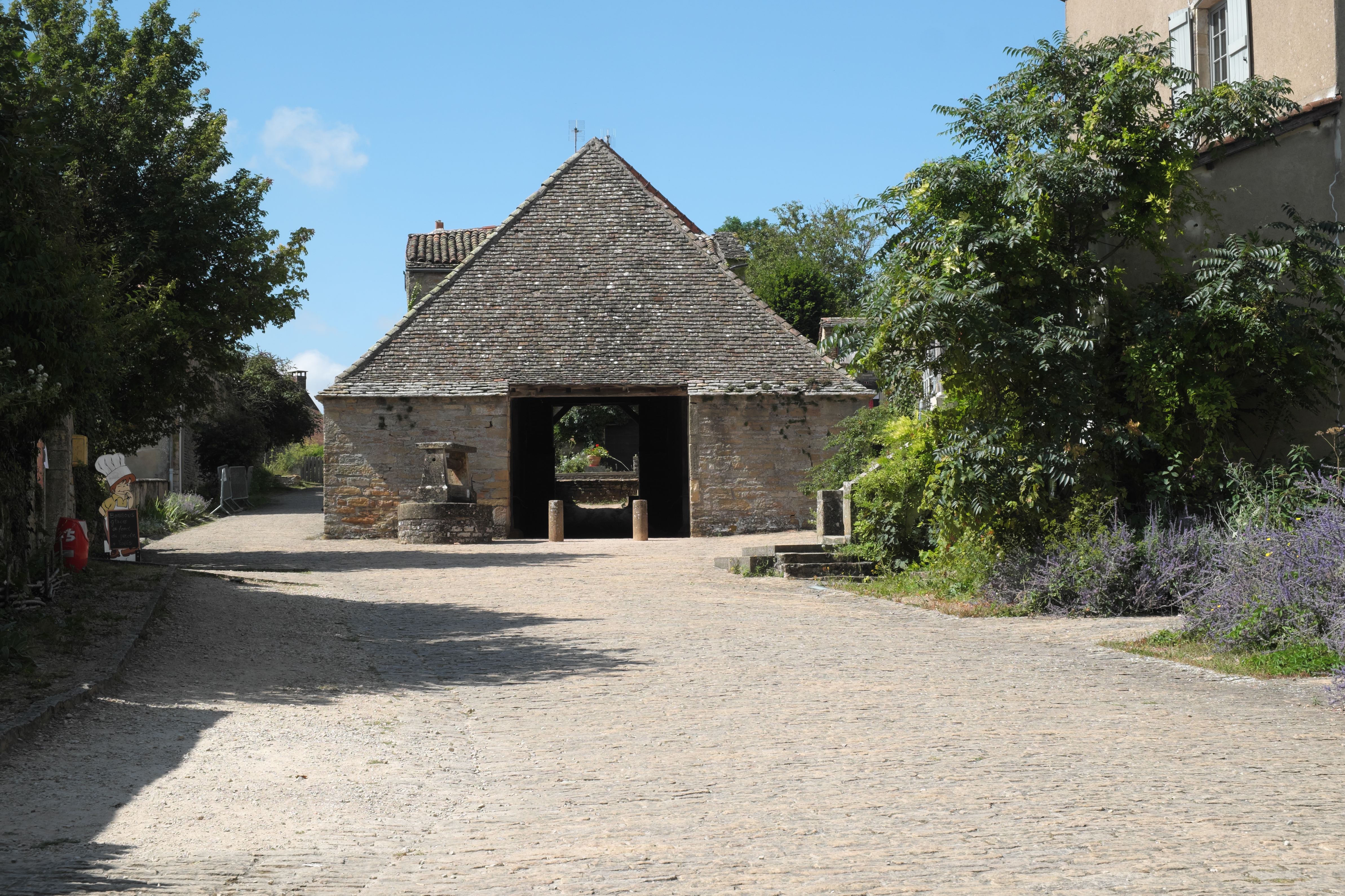
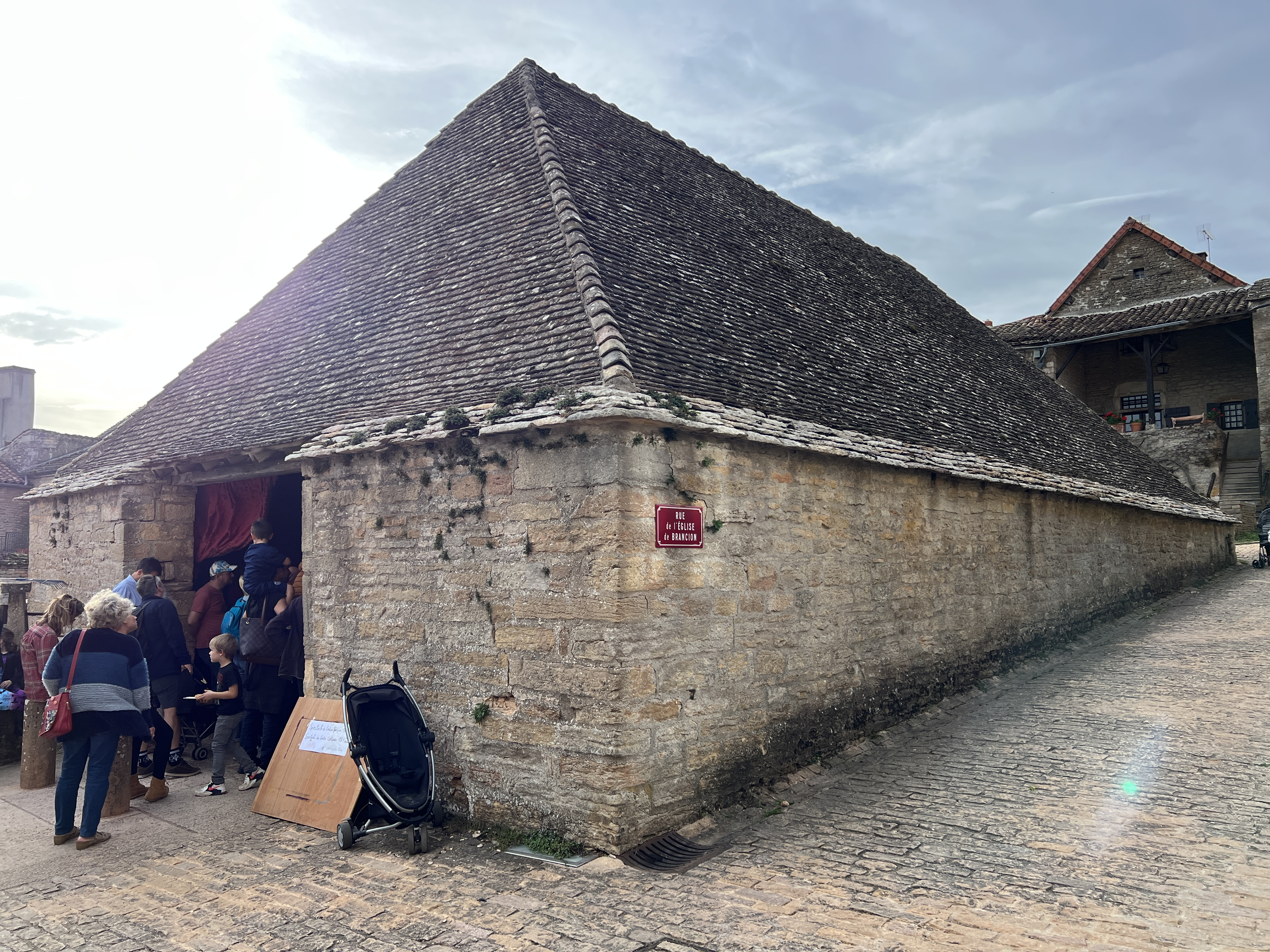
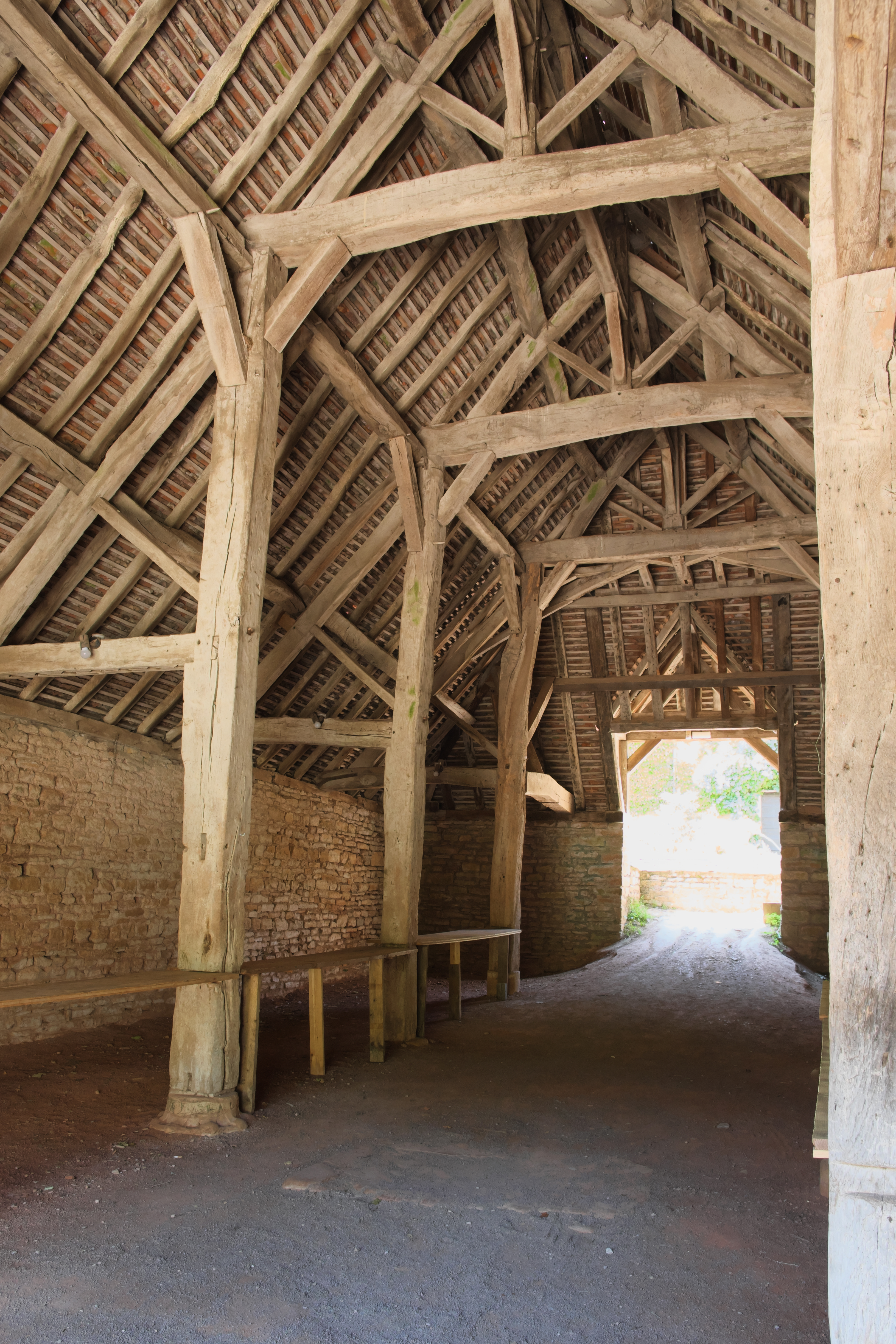